# Turpal-Ali Said-Eminowitsch Ibischew
Turpal-Ali Said-Eminowitsch Ibischew (russisch Турпал-Али Сайд-Эминович Ибишев; * 18. Februar 2002) ist ein russischer Fußballspieler.

## Karriere
Ibischew begann seine Karriere bei Terek Grosny, das sich 2017 in Achmat Grosny umbenannte. Im September 2021 debütierte er im Cup gegen Kairat Moskau für die Profis von Achmat. Im selben Monat gab er auch sein Debüt in der Premjer-Liga, als er am neunten Spieltag der Saison 2021/22 gegen den FK Rostow in der 88. Minute für Igor Konowalow eingewechselt wurde. Bis Saisonende kam er zu einem weiteren Einsatz.
In der Saison 2022/23 absolvierte er kein Spiel. Zur Saison 2023/24 wurde er an den Drittligisten Druschba Maikop verliehen. Für Druschba absolvierte er bis zur Winterpause zehn Partien in der Perwenstwo PFL. Im Januar 2024 kehrte er wieder nach Grosny zurück.